# جوي ليفين
جوي ليفين (بالإنجليزية: Joey Levine)‏ هو ملحن وموسيقي ومنتج أسطوانات وكاتب أغاني وشاعر أمريكي، ولد في 29 مايو 1947 في نيويورك في الولايات المتحدة.

## وصلات خارجية
- جوي ليفين على موقع IMDb (الإنجليزية)
- جوي ليفين على موقع ميوزك برينز (الإنجليزية)
- جوي ليفين على موقع أول ميوزيك (الإنجليزية)
- جوي ليفين على موقع ديسكوغز (الإنجليزية)